# Ziua Internațională a Bărbatului

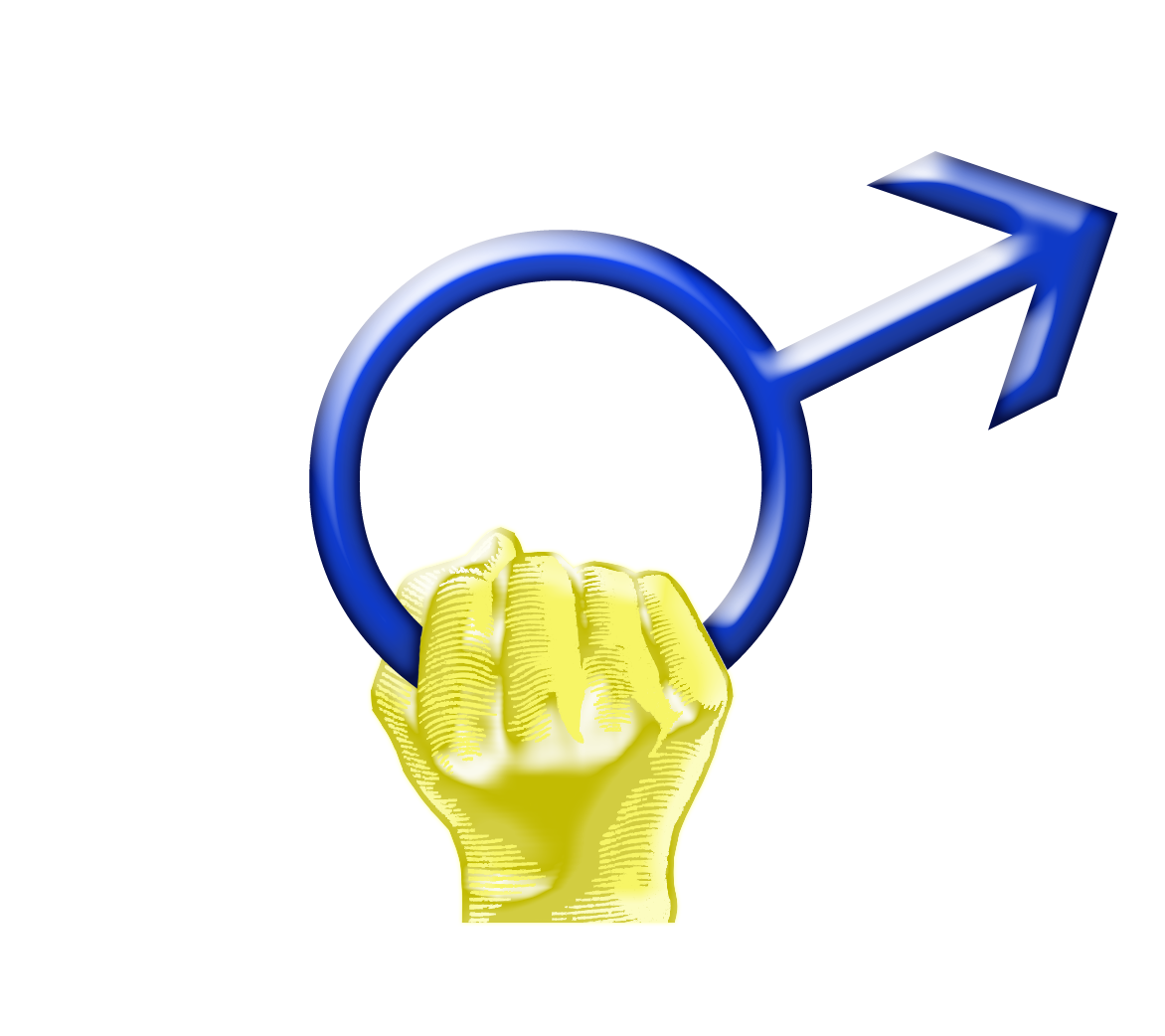
Simbolul Zilei Internaționale a Bărbatului

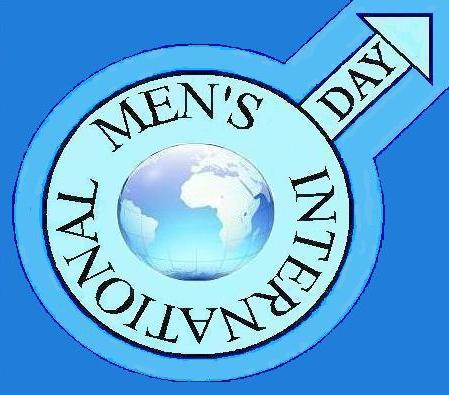
Simbolul Zilei Internaționale a Bărbatului

Ziua Internațională a Bărbatului (ZIB) este un eveniment anual sărbătorit pe 19 noiembrie. Inaugurată în 1999 în Trinidad și Tobago, ziua și evenimentele sale găsesc susținere de la multe persoane și grupuri în Australia, Caraibe, America de Nord, Asia, Europa și Africa.
Obiectivele sărbătoririi Zilei Internaționale a Bărbatului includ concentrarea asupra sănătății bărbaților și băieților, îmbunătățirea relațiilor dintre sexe, promovarea egalității între sexe și prezentarea de modele masculine de urmat. Este o ocazie pentru a evidenția discriminarea față de bărbați și băieți și pentru a sărbători realizările și contribuțiile lor, în special contribuțiile lor la comunitate, familie, căsătorie și grija de copii.
Ziua Internațională a Bărbatului este sărbătorită în peste 60 de țări, la 19 noiembrie, inclusiv Trinidad și Tobago, Jamaica, Australia, India, China, Statele Unite ale Americii, Republica Moldova, Singapore, Malta, Marea Britanie, Africa de Sud, Tanzania, Zimbabwe, Ungaria, Irlanda, Ghana, Canada, Danemarca, Norvegia, Austria, Bosnia și Herțegovina, Franța, Italia, Pakistan, Antigua și Barbuda, Sfântul Cristofor și Nevis, Sfânta Lucia, Grenada, Insulele Cayman și România, iar susținerea globală este vastă.
Ziua Internațională a Bărbatului nu este recunoscută de UNESCO 

## Ziua bărbatului în România
Pe data de 2 februarie 2016 Parlamentul a votat sărbătorirea zilei bărbatului în România ca sărbătoare oficială a statului român. Ziua nu este însă zi liberă. Prima dată când această zi s-a sărbătorit este data de 19 noiembrie 2016. În România, conform Legii 22/2016 pentru declararea zilei de 8 martie - Ziua femeii și 19 noiembrie - Ziua bărbatului publicată în Monitorul Oficial nr. 169 din 7 martie 2016 (M.Of. nr. 169/2016), Ziua Bărbatului se sărbătorește pe 19 noiembrie.

## Istoric

### Faza incipientă
Solicitări pentru o Zi internațională a bărbaților au fost prezente încă din anii 1960, când a fost raportat faptul că „mulți bărbați încearcă în privat pentru a transforma 23 Februarie în Ziua Internațională a bărbaților, echivalentul zilei de 8 Martie, care este Ziua Internațională a Femeilor.” 
În 1968 jurnalistul American John P. Harris, a scris un editorial în Ziarul Salina, prezentând lipsa unui echilibru în sistemul sovietic, care promova o Zi internațională a femeilor muncitoare, fără a promova o zi corespunzătoare și pentru muncitorii bărbați. Harris a specificat faptul că, deși nu le invidia pe femeile sovietice pentru ziua de glorie din Martie, era clar că lipsa echitații pentru bărbați expunea un defect important din sistemul comunist care, „face atâta caz de faptul că a promovat aplicarea drepturilor egale pentru ambele sexe dar în care, așa cum reiese, femeile sunt mult mai egale decât bărbații”. Harris a prezentat faptul că, în timp ce bărbații trudeau de-a lungul șanțurilor lor făcând ceea ce guvernul și femeile le spuneau să facă, nu exista nicio zi în care bărbații să fie recompensați pentru serviciul pe care îl prestează, dându-i posibilitatea lui Harris de a concluziona că „Aceasta mi se pare a fi o discriminare ilegala și o inegalitate de rang”. 
Discuții similare asupra inegalității cu privire la sărbătorirea zilei femeilor fără o zi a bărbaților corespunzătoare, au avut loc în publicațiile media din anii 1960 până în anii 1990, perioada în care au loc primele încercări de a inaugura o Zi internațional a bărbaților. În perioada de început a anilor 1990, organizații din Statele Unite, Australia și Malta au organizat mici evenimente în luna februarie la invitația profesorului Thomas Oaster care conducea Centrul pentru Studii asupra bărbaților de la Universitatea Missouri - Kansas City. 
Oaster a promovat cu succes evenimentul în 1993 și 1994, dar încercarea următoare din 1995 a avut parte de o audiență scăzută, astfel că a întrerupt orice plan de a continua acest eveniment în anii următori. Australienii, de asemenea au încetat să sărbătorească evenimentul (până la momentul în care l-au reinstituit în 2003), în timp ce Asociația malteză pentru drepturile bărbaților a continuat ca singura țară care a sărbătorit în modul continuu acest eveniment în fiecare an în luna februarie. Fiind singura țară rămasă care sărbătorea la data originala din februarie, Asociația malteză pentru drepturile bărbaților a votat în 2009 pentru a schimba data sărbătorii, la 12 martie pentru a fi în sincronism cu celelalte țări, care începuseră să celebreze ZIB la acea dată.
Deși Ziua internațională a bărbaților și Ziua internațională a femeilor sunt considerate amândouă ca fiind evenimente cu focus pe gen, ele nu sunt imagini ideologice în oglindă, pentru că amândouă evenimente evidențiate problematice, sunt considerate unice pentru bărbați sau pentru femei. Istoria ZIB este centrată în mod special pe celebrarea chestiunilor considerate unice pentru experiența bărbaților și a băieților, și accentul pus pe modelele pozitive de urmat „este necesar într-un context social, care este de obicei fascinat de imaginile bărbaților comportându-se urât… În prezentarea modelelor pozitive de urmat, ZIB încearcă să arate că, bărbații de toate vârstele răspund mult mai energic modelelor pozitive decât în față stereotipurilor negative”

### Australia
Australienii au celebrat ZIB pe 19 noiembrie începând cu anul 2003, în Canberra, unde organizatorii evenimentului au cerut bărbaților să poarte un trandafir roșu de ZIB, iar femeilor și familiilor să le cumpere flori bărbaților din viața lor. Trandafirul roșu a fost purtat de bărbați ca un simbol al unui caracter puternic și curaj. 
În 2008, Organizația Tați pentru copii a evidențiat tema „onoare și sacrificiu”, prezentând istoria scufundării Crucișătorului HMAS Sydney pe 12 martie în timpul celui de-al doilea Război Mondial, care a cauzat cea mai mare pierdere de vieți omenești din Australia, într-o singura zi, prin moartea a 645 de bărbați în dreptul coastei Geraldton din Australia de Vest. Organizatorii au evidențiat faptul că „bărbații fac sacrificii zi de zi la locul de muncă, în rolul lor de soți sau de tați, pentru familiile lor, pentru prietenii lor, pentru comunitățile lor și pentru națiunea lor.”
În 2009, un număr de evenimente au avut loc în toata Australia, incluzând inițiative ZIB organizate de 4 consilii locale din Australia, fiecare dintre ele finanțând festivități locale. În Parlamentul Statal al provinciei Western Australia, s-a ținut un discurs privitor la Ziua Internațională a bărbaților și obiectivele sale, iar numeroase alte organizații au găzduit festivități

### India
Organizația indiană pentru drepturile bărbaților Salvați familia indiană s-a alăturat ZIB cu o sărbătoare inaugurală, începând cu data de 19 noiembrie 2007, acceptându-se această dată de 12 martie, deoarece rivalii de cricket din Australia și Indiile de Vest (Jamaica, Trinidad și Tobago) o sărbătoreau deja. Evenimentul a fost sărbătorit din nou în India în anul 2008, fiind făcute planuri pentru celebrarea anuală.
În 2009, India a primit prima sponsorizare privată a Zilei internaționale a bărbatului, brandul pentru bărbați Allen Solly hotărând să creeze oferte promoționale pentru ZIB, iar HBO decizând să ecranizeze filme, care să prezinte în mod pozitiv bărbații, prin seria "Bărbații se întorc", pe data de 12 martie. 

### China
În decembrie 2003 Revista Men’s Health a organizat prima Zi internațională a bărbatului în China, la Beijing cele mai mari trusturi media naționale acoperind evenimentul din punct de vedere mediatic.
Temele evidențiate în cadrul evenimentului, au inclus sănătatea și moda bărbaților. Potrivit uneia dintre organizatoare, „În societatea de astăzi, din ce în ce mai mult ritmul rapid de muncă și de viață a bărbaților moderni de multe ori le lasă senzația de epuizare fizică, dar se luptă pentru a menține o înaltă spiritualitate și angajament către muncă și către viață, cu adaos de presiuni sociale și familiale. Astfel, noi chemăm comunitatea, pentru a arăta o oarecare îngrijorare pentru problemele bărbaților și pentru a-i ajuta să găsească modalități de a atenua presiunea, astfel încât, aceștia să se poată relaxa și bucura de propria lor zi. Acest lucru va ajuta bărbații să aibă grijă de propria lor sănătate fizică și mentală și de a contribui la o viață și muncă mai fericită.”
În Hong Kong în 2010, evenimente speciale ale Zilei internaționale a bărbatului au avut loc la 19 noiembrie, cu tema: "Binecuvântați sunt bărbații". Pe data de 19 noiembrie, toți bărbații au fost invitați să meargă gratuit în cele 360 de telecabine Tung Chung ale orașului Ngong Ping pentru un tur al orașului. În același an, un articol din China Daily, la 3 august, întreba dacă oamenii din China chiar au nevoie de propria lor zi specială, invocând faptul că, de Ziua Internațională a femeii toate femeile din China, care reprezintă 45 la sută din forța de muncă, primesc o jumătate de zi liberă obligatoriu din partea angajatorului lor, în timp ce bărbații nu au avut astfel de zile. Articolul s-a raportat la un sondaj on-line, realizat de către Shanghai Hotline, care a întrebat "Au bărbații nevoie de o sărbătoare pentru ei înșiși?" - La care 80.24% dintre respondenți au spus "da", și mulți insistând că bărbații din Shanghai sunt obosiți și merită o vacanță .

### Statele Unite
În 2009 Diane Sears, autorul, editorul și prezentator american, a devenit coordonator SUA pentru Ziua Internațională a Bărbatului, promovând evenimentul, atât la nivel național cât și în străinătate.
În același an și în 2010, Ziua Internațională a Bărbatului a fost sărbătorită în nouă state din SUA: Pennsylvania, Florida, California, Illinois, Virginia, New York, Iowa, Michigan și Hawaii. În 2010, guvernatorul statului Michigan, a emis o proclamație, care desemnează 19 noiembrie ca Zi internațională a bărbatului în statul Michigan. 
Ziua internațional a Bărbatului 2011 a fost sărbătorită sâmbătă, 19 noiembrie 2011 cu tema, "Dăruind băieților cel mai bun start posibil în viața", în Statele Unite, în numeroase state care includ, dar nu se limitează la, Pennsylvania, New York; Iowa (Colegiul Luther în Decorah, Iowa), Illinois, Virginia, Washington DC, Hawaii, Florida, California, Dallas, Texas, Atlanta, Georgia, Arizona, Alabama și Michigan.
Ziua Internațională a Bărbatului în 2012 a fost celebrată luni, 12 martie, cu tema, "Ajutarea bărbaților și a băieților pentru a avea o viață mai lungă, mai fericită și mai sănătoasă". 

### Anglia
În Anglia, evenimentul a fost inițiat pentru prima dată în anul 2008, de către studenții Universității din Kent. Aproximativ 300 de bărbați și femei au participat la această primă manifestare în proporții relativ egale. Veniturile strânse au fost donate unei organizații de caritate pentru tipurile de cancer ce afectează bărbații. Celebrarea a continuat în anii ce au urmat în alte orașe din Anglia, cu o atenție acordată problemelor de sănătate și egalității de gen, precum și pe promovarea unor modele masculine pozitive.

### Ungaria
În noiembrie 2009, scriitoarea Marie Clarence, a organizat celebrarea inaugurală a ZIB în Ungaria. Clarence a organizat evenimentul pentru a promova echilibrul de gen și echitatea de gen. Celebrarea a avut loc la Budapesta, președintele Comitetului Cultural UNESCO pentru Ungaria, Dr. Michael Hoppal, având discursul de deschidere. Evenimentul a inclus celebrarea culturii locale, incluzând dansul maghiar și discuții de tip forum, care au subliniat realizările bărbaților și contribuțiile lor către societate. 

### Canada
La data de 19 noiembrie 2009 la Vancouver s-a organizat un eveniment cu durată de o zi, pentru a marca inaugurarea Centrului pentru bărbați din Vancouver. Ca o caracteristică al acestui eveniment, organizatorii au anunțat aprobarea oficială a Zilei internaționale a bărbaților și au organizat forumuri, introducând participanții în istoria, obiectivele și valorile evenimentului internațional. Acest moment marchează prima sărbătorire canadiană a ZIB pe data de 12 martie. Ziua internațională a bărbatului s-a celebrat an de an la aceiași dată.

### Danemarca
Bărbații din Danemarca au format un grup, care intenționează să-și organizeze propria sărbătorire a Zilei internaționale a bărbaților la 19 noiembrie 2010. Purtătorul de cuvânt al grupului a declarant că ZIB nu este un omolog politic al Zilei internaționale a femeii, nici în opoziție cu femeile: "Vrem să profităm de această oportunitate, pentru a promova oamenii obișnuiți de zi cu zi, care trăiesc vieți curate și oneste și contribuie în mod pozitiv la societate".

### Norvegia
Evenimentul ZIB a fost organizată pentru prima dată în Norvegia în 2011, evenimentul incluzând o discuție de grup și o expoziție de fotografii.

### Austria
În 2010, grupul Männerpartei (o organizație austriacă pentru drepturile bărbaților) a inaugurat Ziua internațională a bărbaților în Austria. Männerpartei a folosit ocazia, pentru a organiza un atelier de lucru privind politica socială pentru tați în Austria și de a rezuma progresul în ceea ce privește politicile sociale dedicate bărbaților și băieților.

### Bosnia și Herțegovina
În 2011, Asociația pentru Dezvoltarea Societății "Kap" a inițiat programul inaugural al Zilei internaționale a bărbaților pentru Bosnia-Herțegovina, la data de 12 martie. Scopul campaniei mass-media publice, a fost de a informa cu privire la sănătatea bărbaților și băieților. Alte obiective ale organizatorilor fiind, promovarea egalității de gen, prin intermediul dialogului și evidențierea modelelor masculine pozitive, folosind exemple din diferite zone ale societății.

## Celebrarea
Potrivit inițiatorilor, Ziua Internațională a Bărbaților este un moment de a promova aspectele pozitive ale identității masculine, bazate pe premisa că "bărbații de toate vârstele răspund mai energic față de modelele pozitive decât o fac la stereotipurile de gen negativ". În ultimii ani, metodele de celebrare a zilei internaționale a bărbaților au inclus seminare publice, activități de clasă în școli, programe radio și de televiziune, afișe pacifiste și marșuri, dezbateri, mese rotunde, ceremonii de premiere, și colecții de artă.
Modalitatea de sărbătorire a acestei zile anuale este opțională, și orice fel de foruri competente pot fi utilizate. Primii pionieri ai ZIB au reamintit că această zi nu este destinată să concureze cu ziua internațională a femeii, dar este organizată cu scopul de a evidenția experiențele bărbaților.
În 2009, următoarele obiective generale au fost ratificate ca bază pentru toate evenimentele cu privire la Ziua internațional a bărbaților, și sunt aplicate în mod egal pentru bărbați și băieți, indiferent de vârsta lor, capacitate, statut social, etnie, orientare sexuală, identitate de gen, credință religioasă și status relațional:
- Pentru a promova modele masculine pozitive, nu doar vedete de cinema, sportivi, ci bărbați muncitori de zi cu zi, care trăiesc vieți decente, oneste.

- Pentru a sărbători contribuțiile pozitive ale bărbaților pentru societate, comunitate, familie, căsătorie, îngrijire a copilului, precum și la mediul înconjurător.

- Pentru a se focusa asupra sănătății și bunăstării bărbaților din punct de vedere social, emoțional, fizic și spiritual.

- Pentru a evidenția discriminarea împotriva bărbaților, în domeniile serviciilor sociale, atitudinilor și așteptărilor sociale, și în față legii.

- Pentru a îmbunătăți relațiile de gen și promovarea egalității de gen.

- Pentru a crea o lume mai bună și mai sigură, în care oamenii pot fi în condiții de siguranță și pot să crească pentru a ajunge la potențialul lor maxim.

## Interferențe
Ziua Internațională a Bărbaților, de asemenea, interferează cu "November" - un eveniment de caritate la nivel mondial care are loc în fiecare noiembrie în fiecare an și care strânge fonduri, încearcând să sensibilizeze cu privire la sănătatea bărbaților, una dintre temele-cheie promovate de ZIB. De asemenea, interferează cu Ziua universală a copiilor, sărbătorită la 20 noiembrie și formează o celebrare de 48 de ore în primul rând a bărbaților, apoi respectiv, a copiilor cu o recunoaștere a relațiilor dintre ele.

## Tema anuală
Pe lângă cele șase obiective principale, o temă secundară pentru ZIB este, de obicei, sugerată de către coordonatorii mondiali, cum ar fi pacea, în 2002, sănătatea bărbaților în anul 2003, vindecarea și iertarea, în 2007, modelele pozitive în 2009 și "viitorul copiilor noștri", în 2010. Nu este obligatoriu să se adopte aceste teme secundare, iar participanții sunt invitați să stabilească teme individuale pentru a se potrivi nevoilor și preocupărilor locale.

### 2011
În 2011, tema pentru Ziua Internațională a Bărbaților a fost "Băieții" cu titlul, "Dăruindu-le băieților cel mai bun start posibil în viață". Această temă solicită oamenii din întreaga lume să se concentreze asupra a cinci provocări-cheie, pe care băieții din toată lumea le experimentează în domeniile sănătății, educației, vieții de familie, violenței și alegerilor de viață, și să ia în considerare soluții locale la problemele globale pe care băieții le întâlnesc .

### 2012
Tema pentru anul 2012 este "sănătatea", cu titlul „Sprijinirea bărbaților și băieților pentru a trai o viață mai lungă, mai fericită și mai sănătoasă”. Zonele țintă desemnate de fondatorii Zilei internaționale a bărbatului sunt: 

1. Îmbunătățirea speranței de viață masculine;
2. Încurajarea bărbaților să primească ajutor;
3. Îmbunătățirea educației băieților;
4. Abordarea toleranței față de violență împotriva bărbaților și băieților, precum și
5. Promovarea părinților și modelelor masculine pozitive.

Tema din 2012, scoate în evidență cifrele Organizației Mondiale a Sănătății, care arată că, în fiecare an peste o jumătate de milion de oameni mor din cauza violenței și 83% dintre ei sunt bărbați și băieți, precum și faptul că o proporție similară din povara globală a bolilor (probleme de sănătate, invaliditate sau deces precoce) din cauza violenței este suportată de către băieți și bărbați.